# Hradec nad Moravicí
Hradec nad Moravicí és una localitat del districte d'Opava a la regió de Moràvia-Silèsia, República Txeca, amb una població a principi de l'any 2018 de 5.455 habitants.
Es troba al centre de la regió, a la zona est dels Sudets orientals, a poca distància del curs alt del riu Òder, i prop de la frontera amb Polònia i la regió d'Olomouc.